# (189004) Capys
(189004) Capys ist ein Asteroid aus der Gruppe der Jupiter-Trojaner. Damit werden Asteroiden bezeichnet, die auf den Lagrange-Punkten auf der Bahn des Planeten Jupiter um die Sonne laufen. Er ist dem Lagrange-Punkt L5 zugeordnet, das heißt, (189004) Capys läuft Jupiter in dessen Umlaufbahn um die Sonne um 60° hinterher.
Der Asteroid wurde am 16. Oktober 1977 von dem niederländischen Astronomenehepaar Cornelis Johannes van Houten und Ingrid van Houten-Groeneveld entdeckt wurde. Die Entdeckung geschah im Rahmen der 3. Trojaner-Durchmusterung, bei der von Tom Gehrels mit dem 120-cm-Oschin-Schmidt-Teleskop des Palomar-Observatoriums aufgenommene Feldplatten an der Universität Leiden durchmustert wurden, 17 Jahre nach Beginn des Palomar-Leiden-Surveys.
(189004) Capys wurde nach Kapys benannt, dem Sohn des Assarakos, Vater der Anchises und Großvater des Aeneas. Kapys war einer der Trojaner, die das hölzerne Pferd vor den Toren der Stadt Troja für eine Falle hielten. Die Benennung erfolgte am 12. Dezember 2008. Bei den Asteroiden werden nacheilende Trojaner nach trojanischen Helden benannt.